# Chrysichthys
Chrysichthys — рід риб підродини Claroteinae родини Claroteidae ряду сомоподібних. Має 42 види. Викопні представники цього роду відомі з кінця міоцену.

## Опис
Загальна довжина представників цього роду коливається від 6 см до 1,5 м. Голова довга, сплощена (у молодих самців голова не така велика як у дорослих), у 4-6 разів більше у довжину ніж висоту. Очі великі, розташовані з боків. Мають 4 пари доволі довгих вусиків, ближче до кінчика морди та на нижній щелепі. Тулуб витягнутий. Спинний плавець високий, з короткою основою, 5-7 м'якими променями та 1 жорстким шипом. Жировий плавець помірно довгий, у видів різного розміру: від маленького до середнього, не є окостенілим. Грудні плавці сильні, з 8-11 розгалужених жорстких променів. Анальний плавець середнього розміру, складається з 6 до 12 м'яких променів й 3-4 жорстких променів. У молодих самців жорсткі промені на всіх плавцях м'якіше за промені у дорослих самців. Хвостовий плавець широкий, глибоко вирізаний.

## Спосіб життя
Одні види воліють кам'янисто-піщані ділянки річок з помірним перебігом, інші — дрібні озера, де глибина становить не більше 4 м. Активні лише вночі. У денний час відсиджуються під камінням. Живляться водними безхребетними. Дорослі, великі екземпляри можуть змінювати об'єкт полювання.

## Розповсюдження
Переважно поширені в басейні річок Нілу, Конго, в озері Танганьїка, а також у водоймах Мозамбіку.

## Види
- Chrysichthys acsiorum
- Chrysichthys aluuensis
- Chrysichthys ansorgii
- Chrysichthys auratus
- Chrysichthys bocagii
- Chrysichthys brachynema
- Chrysichthys brevibarbis
- Chrysichthys cranchii
- Chrysichthys dageti
- Chrysichthys delhezi
- Chrysichthys dendrophorus
- Chrysichthys depressus
- Chrysichthys duttoni
- Chrysichthys habereri
- Chrysichthys helicophagus
- Chrysichthys hildae
- Chrysichthys johnelsi
- Chrysichthys laticeps
- Chrysichthys levequei
- Chrysichthys longibarbis
- Chrysichthys longidorsalis
- Chrysichthys longipinnis
- Chrysichthys mabusi
- Chrysichthys macropterus
- Chrysichthys maurus
- Chrysichthys nigrodigitatus
- Chrysichthys nyongensis
- Chrysichthys ogooensis
- Chrysichthys okae
- Chrysichthys ornatus
- Chrysichthys persimilis
- Chrysichthys polli
- Chrysichthys praecox
- Chrysichthys punctatus
- Chrysichthys rueppelli
- Chrysichthys sharpii
- Chrysichthys teugelsi
- Chrysichthys thonneri
- Chrysichthys thysi
- Chrysichthys turkana
- Chrysichthys uniformis
- Chrysichthys wagenaari
- Chrysichthys walkeri

## Тримання в акваріумі
Ємність акваріума може бути не дуже великою — 35-40 см, але з великою площею дна від 200 літрів. На дно насипають суміш середнього, великого піску і дрібної гальки темних тонів. Зверху встановлюють великі камені неправильної форми з пласкою підошвою. У рослинності немає особливої необхідності, але можна посадити пару кущиків папороті (болбітіс). Не конфліктні. Утримувати можна групою. Молоді соми нерідко ділять одну схованку на двох. Сусідами можуть бути будь-які мирні риби середніх і верхніх шарів води — харацинові, цихліди. З технічних засобів знадобиться внутрішній фільтр середньої потужності для створення помірного течії, компресор. Температура тримання повинна становити 20-25 °C.